# Nodosariida
Ne doit pas être confondu avec Nodosariidae.
Ordre
Les Nodosariida sont un ordre de foraminifères de la classe des Nodosariata.

## Présentation
Ce taxon a été défini en 1933 par Calkins.

## Liste des sous-taxons
Selon WoRMS (site visité le 2 mai 2022), l'ordre compte les sous-taxons suivants:
- sous-ordre des Nodosariina Catkins, 1926
  - super-famille des Nodosarioidea Ehrenberg, 1838
    - famille des †Chrysalogoniidae Mikhalevich, 1993
    - famille des †Glandulonodosariidae Silvestri, 1901
    - famille des Lagenidae Reuss, 1862
    - famille des †Nodosariidae Ehrenberg, 1838

  - super-famille des †Stilostomelloidea Finlay, 1947
    - famille des †Stilostomellidae Finlay, 1947